# Gaspara Stampa
Gaspara Stampa (Pàdua, 1523 - Venècia, 23 d'abril de 1554) va ser una poeta italiana, una de les veus més interessants del Cinquecento venecià.

## Biografia
Nascuda a Pàdua al voltant de 1523 en una família noble oriünda de Milà, formada per Cecília i Bartolomeo Stampa, joiers milanesos. Després de la mort del pare, Gaspara Stampa es va traslladar a Venècia amb la mare, el seu germà Baldassarre, també poeta, que moriria aviat, i la seva germana Cassandra, cantant professional. Prou educada en literatura i música, ella mateixa va freqüentar els cercles cortesans de Venècia, on feia de cantant, compositora i intèrpret de llaüt i tiorba veneciana.
Per la seva forta personalitat, Gaspara Stampa va viure en llibertat la seva vida i així mateix elaborà la seva producció poètica. S'ha especulat en uns hipotètics amors, en una època en què s'esperava que les relacions socials, i les amoroses, es produïssin amb un cerimonial i unes convencions específiques, que deixaven la dona en una posició passiva. Entre aquestes relacions, se sol destacar la que ella va mantenir amb el comte Collaltino di Collalto, que va durar prop de tres anys (1548-1551) i va acabar amb la separació.
Però la història i l'obra de la poeta pot ser analitzada amb uns altres paràmetres, ja que el fet mateix d'escriure poesia tenia aleshores una escassa tradició en el cas de les dones. Gaspara Stampa i les altres dones poetes del seu temps trangredeixen les convencions –la tradició petrarquista, encara– pel fet mateix que gosen presentar-se com a poetes, quan la literatura de l'epoca, la tradició petrarquista i renaixentista, ensalça una dama estàtica i inofensiva, idealitzada, que no pren iniciatives. Gaspara Stampa és, en certa manera, una donna angelicata que alça la veu, una musa inspiradora que opta per viure la seva vida amb intensitat i escriure amb passió la seva obra.
Els romàntics hi veien una nova Safo, encara que la seva vida fou curta però viscuda intensament.

## Obres
La seva germana Cassandra, poc després de la mort de Gaspara Stampa, edità pòstumament el seu llibre, Rime, constituït per tres-centes onze composicions que inclouen sonets, sextines i madrigals. En vida només havia publicat tres poemes, però sembla que va deixar indicacions per a l'ordenació i edició de la seva obra.
Rime va ser objecte de reedició al 1738.